# 대한민국 외무부
외무부(外務部, Ministry of Foreign Affairs)는 외교 정책의 수립 및 사항, 외국과의 통상 및 경제 협력, 조약, 기타 국제 협정, 재외 국민의 보호 육성, 해외 이주와 국제 사정 조사에 관한 사무를 관장하는 대한민국의 옛 중앙행정기관이다. 1948년 7월 17일 정부 수립과 함께 발족하였으며, 1998년 2월 28일 외교통상부로 개편되면서 폐지되었다.

## 설치 근거 및 소관 업무
- 정부조직법 [법률 제1호, 1948.07.17 제정] 제14조 및 제16조[1]
- 외무부직제 [대통령령 제19호, 1948.11.04 제정] 제1조[2]

## 연혁
- 1948년 7월 17일 - 외무부를 신설.
- 1998년 2월 28일 - 외무부를 폐지하고 외교통상부를 신설.

## 조직
| - 감사관 (1977.9 - 1998.2) - 감사관(감사담당)실 (1985.2 - 1995.12) - 경제국 (1981.11 - 1987.4) - 공보관 (1973.3 - 1998.2) - 공보담당관 (1970.8 - 1973.3) - 구미국 (1963.12 - 1973.1) - 구아국 (1973.1 - 1975.3) - 구주국 (1975.3 - 1998.2) - 국제경제국 (1973.1 - 1981.11) - 국제경제국 (1987.4 - 1998.2) - 국제기구국 (1977.7 - 1981.11) - 국제기구국 (1991.8 - 1994.4) - 국제기구조약국 (1981.11 - 1991.8) | - 국제연합국 (1994.4 - 1998.2) - 기획관리실 (1963.12 - 1998.2) - 기획조정관 (1961.10 - 1963.12) - 대한민국재외공관 (1950.3 - 1998.2) - 문서과 (1950.4 - 1955.2) - 문서통신관리관 (1974.9 - 1978.4) - 문화협력국 (1991.5 - 1998.2) - 미주국 (1973.1 - 1996.11) - 방교국 (1955.2 - 1977.7) - 북미국 (1996.11 - 1998.2) - 비상계획관 (1970.4 - 1973.1) - 비상계획관 (1987.4 - 1998.2) - 비서실 (1948.11 - 1950.4) | - 서아시아아프리카국 (1994.4 - 1995.12) - 심의관 (1979.2 - 1981.11) - 아시아태평양국 (1994.4 - 1998.2) - 아주국 (1963.12 - 1994.4) - 아중동국 (1975.3 - 1979.2) - 아중동국 (1995.12 - 1998.2) - 아프리카국 (1979.2 - 1987.4) - 영사교민국 (1974.9 - 1992.7) - 영사국 (1970.8 - 1974.9) - 외교안보연구원 (1976.12 - 1998.2) - 외교연구원 (1965.1 - 1976.12) - 외교정책기획실 (1991.5 - 1995.8) | - 외교정책실 (1995.8 - 1998.2) - 외무공무원교육원 (1963.6 - 1965.1) - 외신문서국 (1978.4 - 1981.11) - 의전과 (1950.4 - 1955.2) - 의전관 (1966.12 - 1969.9) - 의전국 (1956.3 - 1961.10) - 의전실 (1963.12 - 1981.11) - 의전장 (1981.11 - 1998.2) - 의전장실 (1961.10 - 1963.12) - 재외국민영사국 (1992.7 - 1998.2) - 정무국 (1948.11 - 1963.12) - 정보국 (1948.11 - 1955.2) | - 정보국 (1961.10 - 1963.12) - 정보문화국 (1963.12 - 1991.5) - 조사국 (1948.11 - 1949.5) - 조약국 (1948.11 - 1949.5) - 조약국 (1977.7 - 1981.11) - 조약국 (1991.8 - 1998.2) - 중남미국 (1996.11 - 1998.2) - 중동국 (1979.2 - 1987.4) - 중동아프리카국 (1987.4 - 1994.4) - 총무과 (1950.4 - 1998.2) - 통상국 (1948.11 - 1981.11) - 통상국 (1987.4 - 1998.2) |

## 역대 장·차관, 차관보

### 외무부 장관
| 정부        | 대수           | 이름                           | 임기                            | 출신지                     | 출신학교 | 비고 |
| ----------- | -------------- | ------------------------------ | ------------------------------- | -------------------------- | --- | --- |
| 제 1 공화국 | 초대           | 장택상(張澤相)                 | 1948년8월3일 - 1948년12월24일   | 경북 칠곡                  | 에든버러 대학교 | 수도경찰청장&국무총리&제2·3·4·5대 국회의원&신민당 고문&국회부의장&주 영국 대사                                         |
| 제 1 공화국 | 2대            | 임병직(林炳稷)                 | 1949년1월31일 - 1951년4월15일   | 충남 부여                  | 디킨슨 대학교 | 주 UN 대사 |
| 제 1 공화국 | 3대            | 변영태(卞榮泰)                 | 1951년4월16일 - 1955년7월28일   | 경기 경성 (현 서울 동대문) | 중국 쎄헤대 | 고려대 교수&국무총리                                                                                                   |
| 제 1 공화국 | 서리           | 조정환(曺正煥)                 | 1955년7월29일 - 1956년12월31일  | 전남 여수                  | 미시간 대학교 | 외무부 차관 |
| 제 1 공화국 | 4대            | 조정환(曺正煥)                 | 1956년12월31일 - 1959년12월21일 | 전남 여수                  | 미시간 대학교 | 외무부 차관 |
| 제 1 공화국 | 직무 대행      | 최규하(崔圭夏)                 | 1959년12월22일 - 1960년4월24일  | 강원 원주                  | 일본 쓰쿠바대 | 제10대 대통령&서울대 교수&외무부 통상국장&외무부 차관&국무총리&대통령 권한대행&국정자문회의장&주 말레이시아 대사       |
| 제 1 공화국 | 5대            | 허정(許政)                     | 1960년4월25일 - 1960년8월19일   | 경남 부산 (현 부산 동구)   | 런던 항해대학교 | 서울특별시장&교통부 장관&사회부 장관&무임소 장관&내각수반&국무총리&대통령 권한대행&제헌 국회의원&민주당 최고위원       |
| 제 2 공화국 | 6대            | 정일형(鄭一亨)                 | 1960년8월23일 - 1961년5월20일   | 평남 용강                  | 드루대학교 | 제2·3·4·5·6·7·8·9대 국회의원&신민당 고문                                                                               |
| 제 2 공화국 | 7대            | 김홍일(金弘壹)                 | 1961년5월21일 - 1961년7월21일   | 평북 용천                  | 중국 육군대학 | 육사 교장&국정자문회의 위원&제7대 국회의원&신민당 대표&주 중화민국 대사                                                |
| 제 2 공화국 | 8대            | 송요찬(宋堯讚)                 | 1961년7월22일 - 1961년10월10일  | 충남 청양                  | 조지 워싱턴 대학교                                                                                                   | 제1군사령관&육군참모총장&국방부 장관&경제기획원장&내각수반                                                             |
| 제 2 공화국 | 9대            | 최덕신(崔德新)                 | 1961년10월11일 - 1963년3월15일  | 평북 의주                  | 육사 | 육사 교장&주 서독 대사&한중일보 사장                                                                                   |
| 제 2 공화국 | 임시 서리      | 이원경(李源京)                 | 1962년3월16일 - 1962년3월17일   | 경북 경주                  | 서울대 | 임시 서리 외무부 방교국장·의전국장&외무부 차관&문화공보부 장관&주 일본 대사&한국외교협회장&합동통신사 사장             |
| 제 2 공화국 | 10대           | 김용식(金溶植)                 | 1963년3월16일 - 1963년12월16일  | 경남 통영                  | 일본 주오대 | 외무부 사무차관&무임소 장관&국토통일원 장관&주 영국 대사&주 미국 대사&주 UN 대사&대한적십자사 총재                     |
| 제 3 공화국 | 11대           | 정일권(丁一權)                 | 1963년12월17일 - 1964년7월24일  | 러시아 우수리스크          | 옥스퍼드 대학교 | 육군참모총장&합동참모의장&국무총리&제9·10대 국회의원&국회의장&주 미국 대사&주 터키 대사                                |
| 제 3 공화국 | 12대           | 이동원(李東元)                 | 1964년7월25일 - 1966년12월26일  | 항남 북청                  | 옥스퍼드 대학교 | 대통령비서실장&주 태국 대사&주 스위스 대사&제7·8·10·15대 국회의원                                                      |
| 제 3 공화국 | 13대           | 정일권(丁一權)                 | 1966년12월 - 1967년6월29일      | 러시아 우수리스크          | 옥스퍼드 대학교 | 육군참모총장&합동참모의장&국무총리&제9·10대 국회의원&국회의장&주 미국 대사&주 터키 대사                                |
| 제 3 공화국 | 14대           | 최규하(崔圭夏)                 | 1967년6월30일 - 1971년6월3일    | 강원 원주                  | 일본 쓰쿠바대 | 제10대 대통령&서울대 교수&외무부 통상국장&외무부 차관&국무총리&대통령 권한대행&국정자문회의장&주 말레이시아 대사       |
| 제 3 공화국 | 15대           | 김용식(金溶植)                 | 1971년6월4일 - 1973년12월2일    | 경남 통영                  | 일본 주오대 | 외무부 사무차관&무임소 장관&국토통일원 장관&주 영국 대사&주 미국 대사&주 UN 대사&대한적십자사 총재                     |
| 제 4 공화국 | 15대           | 김용식(金溶植)                 | 1971년6월4일 - 1973년12월2일    | 경남 통영                  | 일본 주오대 | 외무부 사무차관&무임소 장관&국토통일원 장관&주 영국 대사&주 미국 대사&주 UN 대사&대한적십자사 총재                     |
| 16대        | 김동조(金東祚) | 1973년12월3일 - 1975년12월18일 | 경남 부산 (현 경남과 분리)      | 일본 규슈대                | 외무부 감찰국장·정무국장&외무부 차관&주 일본 대사&주 미국 대사&석유개발공사 사장                                     | |
| 17대        | 박동진(朴東鎭) | 1975년12월19일 - 1980년9월1일  | 경북 대구 (현 경북과 분리)      | 일본 주오대                | 외무부 의전국장&외무부 차관&제11·12대 국회의원&주 월남 대사&주 브라질 대사&주 미국 대사&주 UN 대사&한국외교협회장    | |
| 18대        | 노신영(盧信永) | 1980년9월2일 - 1982년6월1일    | 평남 강서                       | 서울대                     | 외무부 아주국장·기획관리실장&외무부 차관&국가안전기획부장&국무총리&주 로스앤젤레스 총영사&주 제네바 대사             | |
| 18대        | 노신영(盧信永) | 1980년9월2일 - 1982년6월1일    | 평남 강서                       | 서울대                     | 외무부 아주국장·기획관리실장&외무부 차관&국가안전기획부장&국무총리&주 로스앤젤레스 총영사&주 제네바 대사             | 제 5 공화국 |
| 19대        | 이범석(李範錫) | 1982년6월2일 - 1983년10월9일   | 평남 평양 (현 평남과 분리)      | 고려대                     | 대통령비서실장&외무부 의전실장&국토통일원 장관&주 튀니지 대사&주 인도 대사                                           | |
| 20대        | 이원경(李源京) | 1983년10월15일 - 1986년8월26일 | 경북 경주                       | 서울대                     | 외무부 방교국장·의전국장&외무부 차관&문화공보부 장관&주 일본 대사&한국외교협회장&합동통신사 사장                     | |
| 21대        | 최광수(崔侊洙) | 1986년8월26일 - 1988년12월5일  | 경기 경성 (현 서울)             | 서울대                     | 대통령비서실 의전수석비서관&대통령비서실장&외무부 아주국장&국방부 차관&체신부 장관&주 사우디아라비아 대사&주 UN 대사 | |
| 21대        | 최광수(崔侊洙) | 1986년8월26일 - 1988년12월5일  | 경기 경성 (현 서울)             | 서울대                     | 대통령비서실 의전수석비서관&대통령비서실장&외무부 아주국장&국방부 차관&체신부 장관&주 사우디아라비아 대사&주 UN 대사 | 노태우 정부 |
| 22대        | 최호중(崔浩中) | 1988년12월5일 - 1990년12월27일 | 경기 경성 (현 서울)             | 서울대                     | 상공부 차관&통일부총리&주 말레이시아 대사&주 사우디아라비아 대사                                                     | |
| 23대        | 이상옥(李相玉) | 1990년12월27일 - 1993년2월26일 | 경북 안동                       | 서울대                     | 외무부 차관&제13대 국회의원                                                                                          | |
| 문민 정부   | 24대           | 한승주(韓昇洲)                 | 1993년2월26일 - 1994년12월24일  | 경기 경성 (현 서울)        | 서울대 | 고려대 교수&주 미국 대사                                                                                               |
| 문민 정부   | 25대           | 공로명(孔魯明)                 | 1994년12월24일 - 1996년11월7일  | 함북 명천                  | 서울대 | 외무부 아주국장·정무차관보&주 뉴욕 총영사&주 러시아 대사&주 일본 대사&외교안보연구원장&평창동계올림픽유치위원회 위원장 |
| 문민 정부   | 26대           | 유종하(柳宗夏)                 | 1996년11월7일 - 1998년3월3일    | 경북 안동                  | 서울대 | 외무부 미주국장&외무부 차관&주 EC 대사&대한적십자사 총재                                                               |

### 외무부 차관
| 정부        | 대수           | 이름                           | 임기                            | 출신지                     | 출신학교 | 비고 |
| ----------- | -------------- | ------------------------------ | ------------------------------- | -------------------------- | --- | --- |
| 제 1 공화국 | 초대           | 고창일(高昌一)                 | 1948년8월 - 1949년2월3일        | 함북 경원                  | 러시아 달냐워스토크대                                                                                             | |
| 제 1 공화국 | 2대            | 조정환(曺正煥)                 | 1949년3월7일 - 1951년7월7일     | 전남 여수                  | 미시간 대학교 | 외무부 장관 |
| 제 1 공화국 | 3대            | 박암(朴巖)                     | 1951년7월10일 - 1951년8월       | 경북 고령                  | | 한국문화연구소 이사장                                                                                                 |
| 제 1 공화국 | 4대            | 갈홍기(葛弘基)                 | 1952년2월 - 1952년10월          | 경기 강화 (현 인천 강화)   | 시카고 대학교 | 공보실장&대한농구협회장&주 말레이시아 대사                                                                            |
| 제 1 공화국 | 5대            | 조정환(曹正煥)                 | 1952년10월 - 1955년7월29일      | 전남 여수                  | 미시간 대학교 | 외무부 장관 |
| 제 1 공화국 | 6대            | 김동조(金東祚)                 | 1957년5월3일 - 1959년9월12일    | 경남 부산 (현 경남과 분리) | 일본 규슈대 | 외무부 감찰국장·정무국장&외무부 장관&주 일본 대사&주 미국 대사&석유개발공사 사장                                      |
| 제 1 공화국 | 7대            | 최규하(崔圭夏)                 | 1959년9월12일 - 1960년5월11일   | 강원 원주                  | 일본 도쿄고등사범학교                                                                                             | 제10대 대통령&서울대 교수&외무부 통상국장&외무부 장관&국무총리&대통령 권한대행&국정자문회의장&주 말레이시아 대사      |
| 제 1 공화국 | 8대            | 이수영(李壽榮)                 | 1960년 5월11일 - 1960년8월23일  | 평북 철산                  | 일본 와세다대 | 외무부 정보국장&공보부 장관&주 UN 대사                                                                                |
| 제 2 공화국 | 9대            | 우희창(禹熙昌)                 | 1960년8월23일 - 1961년1월30일   | 충남 서천                  | 고려대 | 제4·5대 국회의원 |
| 제 2 공화국 | 9대            | 김용식(金溶植)                 | 1960년8월30일 - 1961년5월10일   | 경남 통영                  | 일본 주오대 | 외무부 장관&무임소 장관&국토통일원 장관&주 영국 대사&주 미국 대사&주 UN 대사&대한적십자사 총재                        |
| 제 2 공화국 | 10대           | 김재순(金在淳)                 | 1961년1월30일 - 1961년5월3일    | 평남 평양 (현 평남과 분리) | 서울대 | 재무부 정무차관&제5·6·7·8·9·13·14대 국회의원&국회의장                                                                 |
| 제 2 공화국 | 10대           | 이수영(李壽榮)                 | 1961년6월16일 - 1961년7월7일    | 평북 철산                  | 일본 와세다대 | 공보부 장관&주 UN 대사                                                                                                |
| 제 2 공화국 | 11대           | 박동진(朴東鎭)                 | 1961년7월7일 - 1961년10월11일   | 경북 대구 (현 경북과 분리) | 일본 주오대 | 외무부 의전국장&외무부 장관&제11·12대 국회의원&주 월남 대사&주 브라질 대사&주 미국 대사&주 UN 대사&한국외교협회장     |
| 제 2 공화국 | 12대           | 이원경(李源京)                 | 1961년10월11일 - 1962년8월28일  | 경북 경주                  | 서울대 | 외무부 방교국장·의전국장&외무부 장관&문화공보부 장관&주 일본 대사&한국외교협회장&합동통신사 사장                      |
| 제 2 공화국 | 13대           | 최문경(崔文卿)                 | 1962년8월28일 - 1963년12월17일  | 경남 사천                  | 일본 와세다대 | 경기도지사&주 뉴욕 총영사                                                                                             |
| 제 3 공화국 | 14대           | 정일영(鄭一永)                 | 1963년12월17일 - 1964년10월19일 | 경남 울산 (현 경남과 분리) | 조지타운 대학교                                                                                                   | 제9·10대 국회의원&주 스위스 대사&주 EEC 대사&주 프랑스 대사&외교안보연구원장&세종연구소장&대한국제법학회장            |
| 제 3 공화국 | 15대           | 문덕주(文德周)                 | 1964년10월19일 - 1965년10월22일 | 경북 대구 (현 경북과 분리) | 하버드 대학교 | 주 이탈리아 대사&주 EEC 대사                                                                                          |
| 제 3 공화국 | 16대           | 김영주(金永周)                 | 1965년10월22일 - 1967년9월22일  | 경기 한성 (현 서울)        | 육사 & 보병학교 & 서울대                                                                                          | 육군 중령 예편&주 우간다 대사&주 오스트리아 대사                                                                      |
| 제 3 공화국 | 17대           | 진필식(陳弼植)                 | 1967년9월22일 - 1969년12월8일   | 충남 연기 (현 세종)        | 서울대 | 주 홍콩 총영사&주 칠레 대사&주 서독 대사&주 캐나다 대사                                                               |
| 제 3 공화국 | 18대           | 윤석헌(尹錫憲)                 | 1969년12월8일 - 1974년2월 4일   | 경기 안성                  | 서울대 | 외무부 방교국장&주 카이로 총영사&주 필리핀 대사&주 프랑스 대사&주 UN 대사&외교연구원장                                |
| 제 4 공화국 | 18대           | 윤석헌(尹錫憲)                 | 1969년12월8일 - 1974년2월 4일   | 경기 안성                  | 서울대 | 외무부 방교국장&주 카이로 총영사&주 필리핀 대사&주 프랑스 대사&주 UN 대사&외교연구원장                                |
| 19대        | 노신영(盧信永) | 1974년2월11일 - 1976년3월9일   | 평남 강서                       | 켄터키 주립 대학교         | 외무부 문서국장·아주국장·기획관리실장&외무부 차관&국가안전기획부장&국무총리&주 로스앤젤레스 총영사&주 제네바 대사 | |
| 20대        | 윤하정(尹河珽) | 1976년3월9일 - 1978년5월27일   | 함북 회령                       | 서울대                     | 주 네덜란드 대사&주 스웨덴 대사                                                                                   | |
| 21대        | 이민용(李玟容) | 1978년5월27일 - 1980년5월26일  | 충남 홍성                       | 서울대                     | 외무부 정무차관보                                                                                                 | |
| 22대        | 김동휘(金東輝) | 1980년5월26일 - 1982년5월 24일 | 경남 양산                       | 서울대                     | 외무부 방교국장·조약국장·구미국장·미주국장·경제차관보&문화공보부 차관&상공부 장관&주 이란 대사                    | |
| 22대        | 김동휘(金東輝) | 1980년5월26일 - 1982년5월 24일 | 경남 양산                       | 서울대                     | 외무부 방교국장·조약국장·구미국장·미주국장·경제차관보&문화공보부 차관&상공부 장관&주 이란 대사                    | 제 5 공화국 |
| 23대        | 노재원(盧載源) | 1982년5월24일 - 1984년3월3일   | 경남 마산 (현 경남 창원)        | 서울대                     | 외무부 아주국장·중동국장·통상국장·기획관리실장&주 이란 대사&주 캐나다 대사&주 중국 대사&외교안보연구원장          | |
| 24대        | 이상옥(李相玉) | 1984년3월3일 - 1986년9월5일    | 경북 안동                       | 서울대                     | 외무부 미주국장·제1차관보&외무부 장관&제13대 국회의원&주 싱가포르 대사                                            | |
| 25대        | 오재희(吳在熙) | 1986년9월5일 - 1987년9월5일    | 경북 대구 (현 경북과 분리)      | 서울대                     | 외무부 아주국장&주 파키스탄 대사&주 일본 대사&외교안보연구원장                                                    | |
| 26대        | 박쌍룡(朴雙龍) | 1987년9월5일 ~ 1988년3월4일    | 경북 대구 (현 경북과 분리)      | 조지타운 대학교            | 외무부 정보문화국장·미주국장·기획관리실장·정무차관보&주 UN 대사&외교안보연구원장                                  | |
| 노태우 정부 | 27대           | 신동원(申東元)                 | 1988년3월5일 - 1989년12월29일   | 경기 용인                  | 서울대 | 외무부 국제경제국장&주 인도네시아 대사&주 멕시코 대사&주 서독 대사                                                    |
| 노태우 정부 | 28대           | 유종하(柳宗夏)                 | 1989년12월29일 - 1992년2월27일  | 경북 안동                  | 서울대 | 외무부 미주국장·제2차관보&외무부 장관&주 수단 대사&주 EC 대사&대한적십자사 총재                                       |
| 노태우 정부 | 29대           | 노창희(盧昌熹)                 | 1992년2월27일 - 1993년3월3일    | 경남 합천                  | 서울대 | 대통령비서실 의전수석비서관&외무부 조약국장&주 나이지리아 대사&주 영국 대사&주 UN 대사                                |
| 문민 정부   | 30대           | 홍순영(洪淳瑛)                 | 1993년3월4일 - 1994년5월23일    | 충북 제천                  | 컬럼비아 대학교                                                                                                   | 외무부 아프리카국장·제2차관보&외교통상부 장관&통일부 장관&주 러시아 대사&주 말레이시아 대사&주 중국 대사&주 독일 대사 |
| 문민 정부   | 31대           | 박건우(朴健雨)                 | 1994년5월23일 - 1995년1월17일   | 충남 대덕 (현 대전 대덕)   | 서울대 | 외무부 미주국장&주 콜롬비아 대사&주 캐나다 대사&주 미국 대사                                                          |
| 문민 정부   | 32대           | 이시영(李時榮)                 | 1995년1월20일 - 1995년12월23일  | 경기 경성 (현 서울)        | 서울대 | 외무부 국제기구국장·외교정책기획실장&주 세네갈 대사&주 오스트리아 대사                                                |
| 문민 정부   | 33대           | 이기주(李祺周)                 | 1995년12월23일 - 1998년3월3일   | 경남 합천                  | 서울대 | 외무부 경제국장·제2차관보&주 이탈리아 대사&주 독일 대사                                                               |

### 외무부 차관보

#### 외무부 차관보
| 정부        | 대수 | 이름           | 임기                         | 출신지    | 출신학교    | 비고                                          |
| ----------- | ---- | -------------- | ---------------------------- | --------- | ----------- | --------------------------------------------- |
| 제 1 공화국 | 1대  | OOO            | 1949년 -                     |           |             | 외무부 차관보가 발령된 상태였으나 이름 미확인 |
| 제 1 공화국 | 2대  | 장기영(張基永) | 1949년2월4일 ~ 1949년6월13일 | 강원 영월 | 일본 주오대 | UN회의 참석 중 발령                           |

| 정부        | 대수      | 이름           | 임기                           | 출신지 | 출신학교 | 비고                                            |
| ----------- | --------- | -------------- | ------------------------------ | ------ | -------- | ----------------------------------------------- |
| 제 2 공화국 | 직무 대리 | 김영주(金永周) | 1962년6월7일 - 1962년7월11일   |        |          | 외무부 차관보 직제가 설치되었으나 발령되지 않음 |
| 제 2 공화국 | 직무 대리 | 이창희(李昌熙) | 1962년7월11일 - 1963년2월25일  |        |          | 외무부 차관보 직제가 설치되었으나 발령되지 않음 |
| 제 2 공화국 | 직무 대리 | 진필식(陳弼植) | 1963년2월25일 - 1963년2월25일  |        |          | 외무부 차관보 직제가 설치되었으나 발령되지 않음 |
| 제 2 공화국 | 직무 대리 | 문철순(文哲淳) | 1963년2월25일 - 1963년12월16일 |        |          | 외무부 차관보 직제가 설치되었으나 발령되지 않음 |

| 정부        | 대수      | 이름           | 임기                              | 출신지 | 출신학교 | 비고                                          |
| ----------- | --------- | -------------- | --------------------------------- | ------ | -------- | --------------------------------------------- |
| 제 3 공화국 | 직무 대리 | 전상진(全祥振) | 1965년 4월 17일 ~ 1966년 3월 24일 |        |          | 외무부 통상국장&주 말레이시아 대사            |
| 제 3 공화국 | 초대      | 전상진(全祥振) | 1966년 3월 25일 ~ 1967년 2월 7일  |        |          | 외무부 통상국장&주 말레이시아 대사            |
| 제 3 공화국 | 2대       | 황호을(黄鎬乙) | 1967년 2월 7일 ~ 1969년 11월 4일  |        |          |                                               |
| 제 3 공화국 | 직무 대리 | 정규섭(鄭奎燮) | 1969년 11월 4일 ~ 1970년 4월 20일 |        |          | 주 뉴욕 총영사&주 튀니지 대사                 |
| 제 3 공화국 | 3대       | 정규섭(鄭奎燮) | 1970년 4월 20일 ~ 1972년 1월 25일 |        |          | 주 뉴욕 총영사&주 튀니지 대사                 |
| 제 3 공화국 | 직무 대리 | 연하구(延河龜) | 1972년 1월 26일 ~ 1972년 2월 18일 |        |          |                                               |
| 제 4 공화국 | 4대       | 장상문(張相文) | 1972년 2월 19일 ~ 1973년 2월 6일  |        |          | 외무부 의전실장&주 멕시코 대사&주 스웨덴 대사 |

#### 외무부 정무차관보
| 정부        | 대수      | 이름           | 임기                                | 출신지                     | 출신학교        | 비고                                                                                           |
| ----------- | --------- | -------------- | ----------------------------------- | -------------------------- | --------------- | ---------------------------------------------------------------------------------------------- |
| 제 4 공화국 | 5대       | 장상문(張相文) | 1973년 2월 6일 ~ 1973년 10월 26일   |                            |                 | 외무부 의전실장&주 멕시코 대사&주 스웨덴 대사                                                  |
| 제 4 공화국 | 직무 대리 | 함영훈(咸永焄) | 1973년 10월 27일 ~ 1973년 12월 30일 |                            |                 |                                                                                                |
| 제 4 공화국 | 6대       | 김정태(金正泰) | 1973년 12월 31일 ~ 1977년 4월 23일  | 경기 경성 (현 서울)        | 서울대          | 외무부 아주국장·정무차관보&주 포르투갈 대사&주 인도 대사                                       |
| 제 4 공화국 | 7대       | 이민용(李玟容) | 1977년 4월 23일 ~ 1978년 5월 27일   | 충남 홍성                  | 서울대          | 외무부 차관                                                                                    |
| 제 4 공화국 | 8대       | 최호중(崔浩中) | 1978년 5월 27일 ~ 1979년 4월 3일    | 경기 경성 (현 서울)        | 서울대          | 외무부 국제문화국장·통상국장·기획관리실장·경제차관보&외무부 장관&통일부총리&주 말레이시아 대사 |
| 제 4 공화국 | 9대       | 박쌍용(朴雙龍) | 1979년 4월 3일 ~ 1980년 12월 30일   | 경북 대구 (현 경북과 분리) | 미국 조지타운대 | 외무부 정보문화국장·미주국장·기획관리실장&외무부 차관&주 제네바대표부 대사&주 UN 대사          |
| 제 4 공화국 | 직무 대리 | 공로명(孔魯明) | 1980년 12월 31일 ~ 1981년 5월 19일  | 함북 명천                  | 서울대          | 외무부 아주국장&외교통상부 장관&주 브라질 대사&주 일본 대사&주 러시아 대사&외교안보연구원장    |
| 제 5 공화국 | 10대      | 공로명(孔魯明) | 1981년 5월 19일 ~ 1981년 11월 2일   | 함북 명천                  | 서울대          | 외무부 아주국장&외교통상부 장관&주 브라질 대사&주 일본 대사&주 러시아 대사&외교안보연구원장    |

#### 외무부 경제차관보
| 정부        | 대수      | 이름           | 임기                               | 출신지              | 출신학교 | 비고                                                                                           |
| ----------- | --------- | -------------- | ---------------------------------- | ------------------- | -------- | ---------------------------------------------------------------------------------------------- |
| 제 4 공화국 | 5대       | 김정태(金正泰) | 1973년 2월 5일 ~ 1973년 12월 31일  | 경기 경성 (현 서울) | 서울대   | 외무부 아주국장&외무부 정무차관보&주 포르투갈 대사&주 인도 대사                                |
| 제 4 공화국 | 6대       | 김동휘(金東輝) | 1973년 12월 31일 ~ 1976년 1월 5일  | 경남 양산           | 서울대   | 외무부 미주국장&외무부 차관&상공부 장관&주 이란 대사                                           |
| 제 4 공화국 | 7대       | 이희일(李熺逸) | 1976년 3월 6일 ~ 1976년 4월 13일   | 함남 신흥           | 고려대   | 대통령비서실 경제제1수석비서관&동력자원부 장관&제13대 국회의원                                 |
| 제 4 공화국 | 8대       | 최호중(崔浩中) | 1976년 5월 15일 ~ 1978년 5월 27일  | 경기 경성 (현 서울) | 서울대   | 외무부 국제문화국장·통상국장·기획관리실장·정무차관보&외무부 장관&통일부총리&주 말레이시아 대사 |
| 제 4 공화국 | 직무 대리 | 신동원(申東元) | 1978년 5월 27일 ~ 1979년 4월 7일   | 경기 용인           | 서울대   | 외무부 차관&주 멕시코 대사                                                                     |
| 제 4 공화국 | 9대       | 신동원(申東元) | 1979년 4월 7일 ~ 1980년 12월 11일  | 경기 용인           | 서울대   | 외무부 차관&주 멕시코 대사                                                                     |
| 제 4 공화국 | 직무 대리 | 이창수(李昌洙) | 1980년 12월 11일 ~ 1981년 5월 13일 |                     |          | 주 홍콩 총영사                                                                                 |
| 제 5 공화국 | 10대      | 이창수(李昌洙) | 1981년 5월 13일 ~ 1981년 11월 2일  |                     |          | 주 홍콩 총영사                                                                                 |

#### 외무부 제1차관보
| 정부        | 대수           | 이름                               | 임기                               | 출신지              | 출신학교 | 비고                                                                                                  |
| ----------- | -------------- | ---------------------------------- | ---------------------------------- | ------------------- | --- | --- |
| 제 5 공화국 | 11대           | 공로명(孔魯明)                     | 1981년 11월 2일 ~ 1983년 6월 23일  | 함북 명천           | 서울대 | 외무부 아주국장&외교통상부 장관&주 브라질 대사&주 일본 대사&주 러시아 대사&외교안보연구원장           |
| 제 5 공화국 | 12대           | 이상옥(李相玉)                     | 1983년 6월 23일 ~ 1984년 3월 3일   | 경북 안동           | 서울대 | 외무부 차관&제13대 국회의원&외교안보연구원장                                                          |
| 제 5 공화국 | 13대           | 한우석(韓宇錫)                     | 1984년 3월 3일 ~ 1986년 3월 6일    | 경기 광주           | 서울대 | 주 인도네시아 대사&주 네덜란드 대사                                                                   |
| 제 5 공화국 | 14대           | 박수길(朴銖吉)                     | 1986년 3월 6일 ~ 1988년 4월 22일   | 경북 경산           | 고려대 | 외무부 조약국장&주 모로코 대사&주 캐나다 대사                                                         |
| 제 6 공화국 | 15대           | 김석규(金奭圭)                     | 1988년 5월 3일 ~ 1989년 2월 2일    | 경북 청도           | 서울대 | 대통령비서실 정무비서관&외무부 미주국장&주 이탈리아 대사&주 일본 대사&주 러시아 대사&외교안보연구원장 |
| 제 6 공화국 | 16대           | 이정빈(李廷彬)                     | 1989년 2월 2일 ~ 1991년 7월 17일   | 전남 영광           | 서울대 | 외무부 중동국장&외교통상부 장관&주 스웨덴 대사&주 인도 대사&주 러시아 대사&한국국제교류재단 이사장    |
| 제 6 공화국 | 17대           | 장만순(張萬淳)                     | 1991년 7월 17일 ~ 1992년 7월 27일  |                     | | 외무부 기획관리실장                                                                                   |
| 제 6 공화국 | 18대           | 신기복(申基鍑)                     | 1992년 7월 27일 ~ 1993년 12월 17일 | 경기 경성 (현 서울) | 서울대 | 외무부 국제기구조약국장&주 카이로 총영사&주 캐나다 대사                                               |
| 문민 정부   | 18대           | 신기복(申基鍑)                     | 1992년 7월 27일 ~ 1993년 12월 17일 | 경기 경성 (현 서울) | 서울대 | 외무부 국제기구조약국장&주 카이로 총영사&주 캐나다 대사                                               |
| 19대        | 최동진(崔東鎭) | 1993년 12월 17일 ~ 1995년 1월 21일 | 경기 부천 (현 경기 시흥)           | 서울대              | 외무부 아주국장·의전실장&주 케냐 대사&주 스웨덴 대사&주 영국 대사                                                                          | |
| 20대        | 이재춘(李在春) | 1995년 1월 21일 ~ 1996년 1월 16일  | 강원 홍천                          | 서울대              | 외무부 아주국장&주 방글라데시 대사&주 러시아 대사&주 EC 대사                                                                               | |
| 21대        | 반기문(潘基文) | 1996년 1월 16일 ~ 1996년 3월 5일   | 충북 음성                          | 서울대              | 대통령비서실 의전수석비서관·외교안보수석비서관&외무부 미주국장·외교정책실장 외교통상부 차관&외교통상부 장관&주 오스트리아 대사&UN 사무총장 | |
| 22대        | 정태익(鄭泰翼) | 1996년 3월 5일 ~ 1996년 9월 24일   | 충북 진천                          | 서울대              | 외무부 미주국장·기획관리실장&주 이집트 대사&주 이탈리아 대사&주 러시아 대사                                                                | |
| 23대        | 송영식(宋永植) | 1996년 9월 24일 ~ 1998년 3월 24일  |                                    |                     | 주 네덜란드 대사 | |

#### 외무부 제2차관보
| 정부        | 대수           | 이름                               | 임기                                | 출신지                     | 출신학교                                                         | 비고                                                                                         |
| ----------- | -------------- | ---------------------------------- | ----------------------------------- | -------------------------- | ---------------------------------------------------------------- | -------------------------------------------------------------------------------------------- |
| 제 5 공화국 | 11대           | 이창수(李昌洙)                     | 1981년 11월 2일 ~ 1982년 12월 14일  |                            |                                                                  | 주 홍콩 총영사                                                                               |
| 제 5 공화국 | 12대           | 주병국(朱炳國)                     | 1982년 12월 14일 ~ 1983년 10월 14일 | 함남 함흥                  | 서울대                                                           | 재무부 기획관리실장&재무부 차관                                                              |
| 제 5 공화국 | 13대           | 신정섭(申貞燮)                     | 1983년 10월 28일 ~ 1984년 6월 7일   | 경남 부산 (현 경남과 분리) | 서울대                                                           | 외무부 외무국장·통상국장&주 샌프란시스코 총영사&주 쿠웨이트 대사&주 벨기에 대사&주 독일 대사 |
| 제 5 공화국 | 14대           | 윤억섭(尹億燮)                     | 1984년 6월 7일 ~ 1985년 5월 1일     | 함남 함흥                  | 육사&서울대                                                      | 주 가봉 대사&주 핀란드 대사&주 네덜란드 대사&주 프랑스 대사                                  |
| 제 5 공화국 | 15대           | 유종하(柳宗夏)                     | 1985년 5월 1일 ~ 1987년 2월 10일    | 경북 안동                  | 서울대                                                           | 외무부 미주국장&외무부 차관&외무부 장관&주 수단 대사&주 EC 대사&대한적십자사 총재            |
| 제 5 공화국 | 16대           | 홍순영(洪淳瑛)                     | 1987년 2월 10일 ~ 1989년 12월 29일  | 충북 제천                  | 서울대                                                           | 외무부 아프리카국장&외교통상부 장관&통일부 장관&주 파키스탄 대사&주 독일 대사                |
| 제 6 공화국 | 16대           | 홍순영(洪淳瑛)                     | 1987년 2월 10일 ~ 1989년 12월 29일  | 충북 제천                  | 서울대                                                           | 외무부 아프리카국장&외교통상부 장관&통일부 장관&주 파키스탄 대사&주 독일 대사                |
| 17대        | 이기주(李祺周) | 1989년 12월 29일 ~ 1992년 1월 27일 | 경남 합천                           | 서울대                     | 외무부 국제경제국장&외무부 차관&주 이탈리아 대사&주 독일 대사    |                                                                                              |
| 18대        | 허승(許陞)     | 1992년 1월 27일 ~ 1993년 3월 9일   | 전남 보성                           | 서울대                     | 외무부 국제경제국장·중동국장&주 세네갈 대사&주 제네바대표부 대사 |                                                                                              |
| 문민 정부   | 19대           | 선준영(宣晙英)                     | 1993년 3월 9일 ~ 1996년 1월 16일    | 경기 광주                  | 서울대                                                           | 외교통상부 차관&주 제네바대표부 대사&주 UN 대사                                              |
| 문민 정부   | 20대           | 최대화(崔大和)                     | 1996년 1월 16일 ~ 1996년 9월 24일   |                            | 서울대                                                           | 주 인도 대사                                                                                 |
| 문민 정부   | 21대           | 홍정표(洪正杓)                     | 1996년 9월 24일 ~ 1998년 3월 24일   | 경남 김해                  | 서울대                                                           | 외무부 통상국장&주 스리랑카 대사&주 인도네시아 대사&주 핀란드 대사                           |